# Parafia św. Michała Archanioła w Kołobrzegu
Parafia pw. Świętego Michała Archanioła w Kołobrzegu - parafia należąca do dekanatu Kołobrzeg, diecezji koszalińsko-kołobrzeskiej, metropolii szczecińsko-kamieńskiej. Została utworzona 9 grudnia 1992. Obsługiwana przez księży diecezjalnych. Siedziba parafii mieści się w Podczelu przy ulicy Ostrobramskiej.

## Miejsca święte

### Kościół parafialny
Kaplica pw. św. Michała Archanioła w Kołobrzegu-Podczelu
Kaplica parafialna poświęcona w 1993. 